# São Bernardo (film)
Pour plus de détails, voir Fiche technique et Distribution.
São Bernardo est un film brésilien de Leon Hirszman, adapté du roman de Graciliano Ramos et sorti en 1972.
En novembre 2015, le film est inclus dans la liste établie par l'Association brésilienne des critiques de cinéma (Abraccine) des 100 meilleurs films brésiliens de tous les temps.

## Synopsis
Jeune, Paulo Honorio provoque une rixe amoureuse criminelle et écope d'un peu plus de trois ans de prison. Là, il apprend à lire et écrire. Très ambitieux, il travaille durement et se lance dans le commerce du coton. Il devient riche et rachète la ferme São Bernardo dans l'état d'Alagoas (province du Nordeste, au Brésil). Devenu un puissant propriétaire terrien, Paulo Honorio épouse une institutrice, Madalena, qu'il traite comme une servante. Ses employés ne sont guère mieux lotis. Avant qu'il ne commence à mesurer l'étendue de sa solitude, son épouse meurt des suites d'une grossesse difficile.

## Fiche technique
- Titre du film : São Bernardo
- Réalisation et scénario : Leon Hirszman d'après le roman éponyme de Graciliano Ramos
- Photographie : Lauro Escorel - Couleurs
- Musique : Caetano Veloso
- Montage : Eduardo Escorel
- Production : Embrafilme, Mapa Filmes, Saga Filmes
- Pays d'origine :  Brésil
- Durée : 113 minutes
- Sortie : 1972
- Genre : Film dramatique

## Distribution
- Othon Bastos : Paulo Honorio
- Isabel Ribeiro : Madalena
- Rodolfo Arena : Dr Magalhães
- Nildo Parente : Padilha
- Vanda Lacerda : Dona Gloriá

## Analyse
São Bernardo est l'essai d'autoanalyse d'un homme qui, à force de persévérance et de dureté, a obtenu ce qu'il recherchait : la puissance et la richesse. Mais, cette confidence fait aussi la part de ce qui a été perdu. L'originalité du film « est de réussir une œuvre introspective et un aperçu nuancé des conditions sociales du Nordeste. Posé, distancié, São Bernardo allie une rigueur quasi brechtienne à l'expression d'une passion toute charnelle. »

## Distinctions
Le film a été présenté à la Quinzaine des réalisateurs, en sélection parallèle du festival de Cannes 1972.